# Terry Paine
Terence Lionel «Terry» Paine (Winchester, Inglaterra, Reino Unido, 23 de marzo de 1939) es un exjugador y exentrenador de fútbol inglés. En su etapa como jugador profesional se desempeñaba como wing.
Posee el récord de ser el jugador que más partidos disputó con la camiseta del Southampton. En 1974, fue nombrado Miembro de la Orden del Imperio Británico por sus contribuciones al fútbol. En 1998, fue incluido en el Football League 100 Legends. También se desempeñó como comentarista deportivo en Sudáfrica. En 2013, fue nombrado presidente honorario del Southampton. Fue concejal conservador en el Ayuntamiento de Southampton durante tres años.

## Selección nacional
Fue internacional con la selección de fútbol de Inglaterra en 19 ocasiones y convirtió 7 goles. Formó parte de la selección campeona de la Copa del Mundo de 1966, jugando solamente un partido en fase de grupos contra México.

### Participaciones en Copas del Mundo
| Mundial                        | Sede       | Resultado | Partidos | Goles |
| ------------------------------ | ---------- | --------- | -------- | ----- |
| Copa Mundial de Fútbol de 1966 | Inglaterra | Campeón   | 1        | 0     |

## Clubes

### Como jugador
| Club            | País       | Año       |
| --------------- | ---------- | --------- |
| Southampton     | Inglaterra | 1957-1974 |
| Hereford United | Inglaterra | 1974-1977 |
| Cheltenham Town | Inglaterra | 1979-1980 |

### Como entrenador
| Club                        | País       | Año       |
| --------------------------- | ---------- | --------- |
| Hereford United (asistente) | Inglaterra | 1974-1978 |
| Cheltenham Town             | Inglaterra | 1980      |
| Wits University             | Sudáfrica  | 1987-1988 |
| Coventry City (asistente)   | Inglaterra | 1988-1990 |

## Palmarés

### Campeonatos nacionales
| Título         | Club            | País       | Año  |
| -------------- | --------------- | ---------- | ---- |
| Third Division | Southampton     | Inglaterra | 1960 |
| Third Division | Hereford United | Inglaterra | 1976 |

### Copas internacionales
| Título                 | Selección  | Sede       | Año  |
| ---------------------- | ---------- | ---------- | ---- |
| Copa Mundial de Fútbol | Inglaterra | Inglaterra | 1966 |

### Distinciones individuales
| Distinción                                    | Año  |
| --------------------------------------------- | ---- |
| Incluido en el Football League 100 Legends    | 1998 |
| Nombrado presidente honorario del Southampton | 2013 |

## Condecoraciones
| Distinción                                | Año  |
| ----------------------------------------- | ---- |
| Miembro de la Orden del Imperio Británico | 1974 |